# Sirūr (ort i Indien, Karnataka)
Sirūr är en ort i Indien.   Den ligger i distriktet Bagalkot och delstaten Karnataka, i den sydvästra delen av landet, 1 400 km söder om huvudstaden New Delhi. Sirūr ligger 553 meter över havet och antalet invånare är 11 163.
Terrängen runt Sirūr är platt. Runt Sirūr är det ganska tätbefolkat, med 239 invånare per kvadratkilometer. Närmaste större samhälle är Guledagudda, 5,4 km söder om Sirūr. Trakten runt Sirūr består till största delen av jordbruksmark.